# 31569 Adriansonka
31569 Adriansonka è un asteroide della fascia principale. Scoperto nel 1999, presenta un'orbita caratterizzata da un semiasse maggiore pari a 2,3133882 au e da un'eccentricità di 0,1233236, inclinata di 6,39735° rispetto all'eclittica. Ha un diametro di 4,113 km.